# Бакал
Бака́л — город в Саткинском районе Челябинской области России. Административный центр Бакальского городского поселения. Население составляет 16 103 чел. (2023).
Распоряжением Правительства РФ от 29 июля 2014 года № 1398-р «Об утверждении перечня моногородов» Бакальское городское поселение включено в категорию «Монопрофильные муниципальные образования Российской Федерации (моногорода), в которых имеются риски ухудшения социально-экономического положения».
Город первым в регионе получил статус ТОСЭР. Постановление Правительства РФ было подписано в марте 2017 года.

## Этимология
Основан у реки Бакал, от которого и получил название. Гидроним объясняется из тюркского бака — «лягушка», -л(ы) — суффикс обладания, то есть «место где много лягушек».

## Физико-географическая характеристика

### Географическое положение
Расположен на западном склоне Южного Урала, между хребтами Сулея и Большая Сука́. в 200 км к западу от Челябинска.
Координаты центра: 54° 56.4409' 0" с. ш. , 58° 48.3067' 0" в. д.
Район представляет собой резко гористую местность, определяемую системой двух вытянутых в северо-восточном направлении горных хребтов Шуйда, Буландиха на западе и Иркускан на востоке, которые разделены широкой долиной. Низменная часть города до середины XX века представляла собой непроходимые топи и болота.
Окрестности богаты железной рудой. На площади 150 км2 насчитывается 24 железорудных месторождения и более двухсот рудных тел.

### Климат
Преобладает умеренный климат. Абсолютный максимум температур равен 36 °С, абсолютный минимум: −56 °С. Амплитуда температур равна 92 °С. Самым тёплым месяцем года является июль, а самым холодным — январь. Зимы умеренно морозные и продолжительные. Лето умеренно тёплое с большим количеством осадков.

### Гидрография
Все водные объекты расположены за пределами города.

#### Старый пруд
В пешей доступности, за городом, расположен Старый пруд (среди местного населения также известен как Первый Бакальский пруд). Был построен в 1928 году. Площадь около двух гектаров, максимальная глубина 10 метров.
В 1929 году на берегу была построена насосная станция Бакальского рудоуправления. Рядом на расстоянии 800 метров располагался Грязевой пруд, который использовался в период с 1930 по 1957 год для слива воды после очистки с карьеров и шахт. Площадь грязевого пруда составляла 1,58 га, при максимальной глубине 2 метра. В 1972—1976 году на месте бывшего Грязевого пруда были построены 2 жилых пятиэтажных здания.
К 2019 году берега Старого пруда заросли болотными травами, а сам пруд сильно заилился. На пруду расположены руины плотины.

#### Бакальский пруд
На берегу Бакальского пруда ранее действовал пансионат «Лесной». На территории пансионата находится 4-х этажное здание профилактория с 2-этажным пристроем, 2-этажное здание склада, и 1-этажное здание лыжной базы (сгорела в 2017 году). Существующий проект реконструкции профилактория предполагает новое строительство.

#### Малосаткинское водохранилище (Бакальский питьевой пруд)
Малосаткинское водохранилище расположено на реке Малая Сатка между городами Сатка и Бакал Саткинского района Челябинской области. Запруда была создана для снабжения Бакала и его окрестностей питьевой водой, благодаря чему и получила своё второе имя — Бакальский питьевой пруд.
Площадь пруда 2,15 км2. Средняя глубина 8 м, максимальная 19 м.

#### Кордонский родник
Через дорогу от Старого пруда расположен Кордонский родник с питьевой водой. Окрестности родника являются популярными среди населения, как место для отдыха на природе.

#### Реки
Большой Бакал (также называют Бакальчик) — левый приток реки Малая Сатка (длина реки 18 км, в неё впадают 17 притоков общей длинной 42 км). В прошлом Большой Бакал использовался для лесосплава. Также рядом расположены реки Малый Бакал и Буланка. Рядом с посёлком Рудничное (которое входит в состав Бакальского городского поселения) протекает река Татарка.

### Экологические проблемы
Около 52 % Челябинской области загрязнено отходами производства, что объясняется деятельностью предприятий чёрной и цветной металлургии, горнодобывающей и угольной промышленности. Территория города Бакала входит в ряд наиболее загрязнённых мест области, помимо Челябинска, Магнитогорска и Карабаша.
Около города Бакала безжизненный ландшафт создают 10 карьеров с максимальной глубиной до 200 метров, а также отвалы до 50—70 метров высотой.

## История

### Основание посёлка. XVIII век

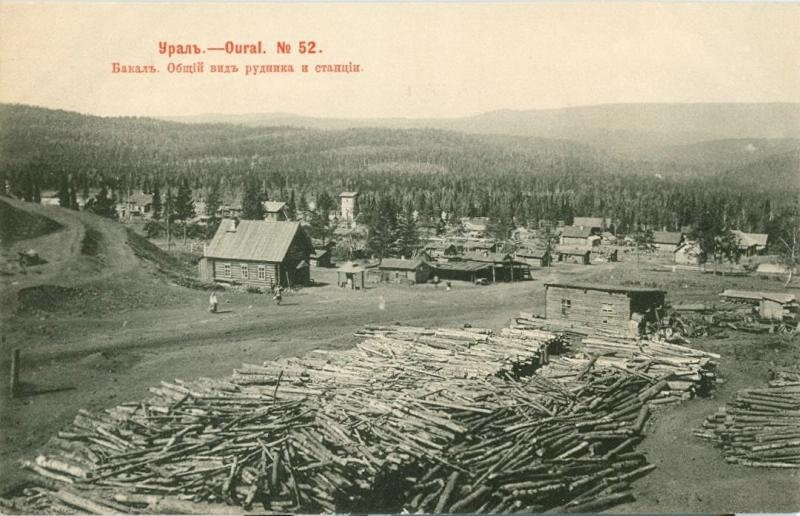
Панорама рудника и станции, 1903 год

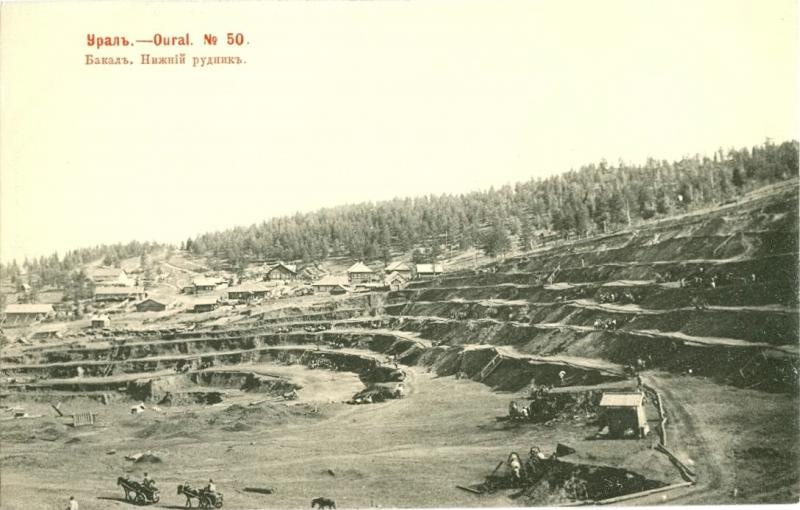
Нижний рудник, 1903 год

Первое официальное упоминание о залежах железной руды в этих краях относится к 23 мая 1755 года, когда симбирские купцы Мясников и братья Твердышевы стали владельцами богатейшего железорудного месторождения, названного впоследствии Бакальским.
В 1757 году был основан посёлок при Бакальском месторождении железной руды. В этом же году началась промышленная добыча руды.

### XIX век
В 1818 году началась добыча железной руды на руднике Вагонная Яма.

### Советский период
Населённый пункт получил статус посёлка городского типа в 1928 году.
Бакальские рудники работали на полную мощность в годы Великой Отечественной войны, ежегодно добывая по 760 тысяч тонн руды.
В послевоенный период в эксплуатацию были введены рудники:
- Ново-Бакальский;
- Западный под Шишкой;
- Александровский;
- Восточный;
- Ивановский;
- Охряный;
- Шуйдинский.

В 1951 году несколько посёлков были объединены в город районного значения Бакал.

### Постсоветский период
В 2014 году город был включён в список моногородов, в которых существуют высокие риски ухудшения экономической ситуации.

## Население

### Численность населения
| 1931    | 1939    | 1959    | 1967    | 1970    | 1979    | 1989    | 1992    |
| ------- | ------- | ------- | ------- | ------- | ------- | ------- | ------- |
| 5500    | ↗6300   | ↗29 419 | ↗31 000 | ↘27 385 | ↘26 820 | ↘24 101 | ↘23 800 |
| 1996    | 1998    | 2002    | 2003    | 2005    | 2006    | 2007    | 2008    |
| ↘22 500 | ↘22 100 | ↗22 314 | ↘22 300 | ↘22 000 | ↘21 800 | ↘21 700 | ↘21 409 |
| 2009    | 2010    | 2011    | 2012    | 2013    | 2014    | 2015    | 2016    |
| ↗21 437 | ↘20 940 | ↘20 910 | ↘20 708 | ↘20 485 | ↘20 256 | ↘20 153 | ↘19 942 |
| 2017    | 2018    | 2019    | 2020    | 2021    | 2023    |         |         |
| ↘19 590 | ↘19 264 | ↘19 009 | ↘18 706 | ↘16 345 | ↘16 103 |         |         |

На 1 января 2025 года по численности населения город находился на 744-м месте из 1124 городов Российской Федерации.
Проживают русские, башкиры.

## Экономика

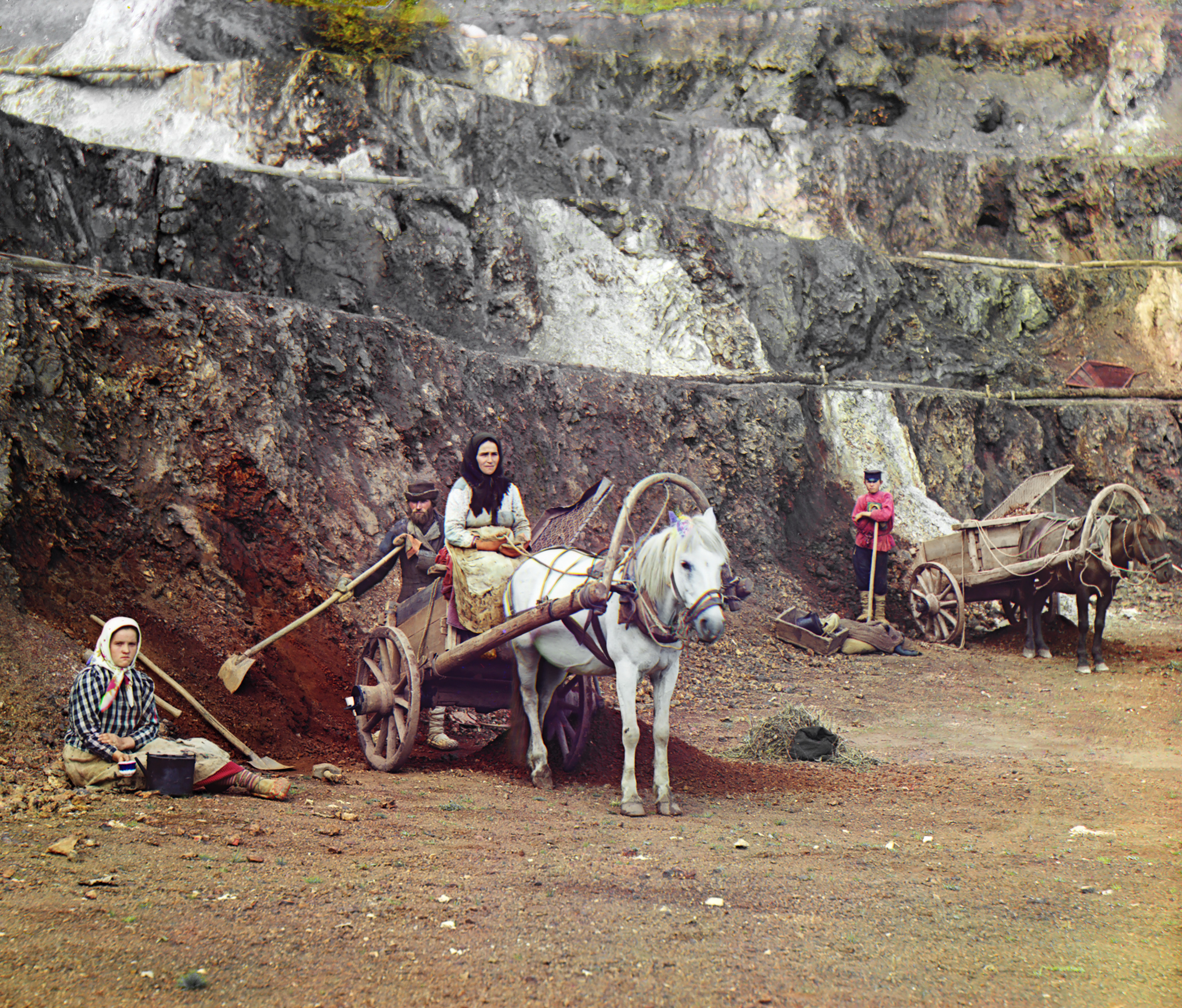
Рабочие на Бакальском руднике. Фотография С. М. Прокудина-Горского, 1910 год

В городе ведётся добыча и обогащение железной руды. Добыча ведётся открытым способом, происходит постепенный переход на шахтный метод добычи. Градообразующее предприятие ООО «Бакальское рудоуправление» на протяжении многих лет находится на грани банкротства.
Действует Бакальский завод горного оборудования по производству запасных частей для экскаваторов ЭКГ-5А, ЭКГ-4.6, ЭКГ-8И, осуществляется ремонт горнообогатительного оборудования.
Функционирует филиал Златоустовской швейной фабрики. Налажена добыча щебня.

## Транспорт
К городу подходит железнодорожная ветка Бердяуш — Бакал Южно-Уральской железной дороги.

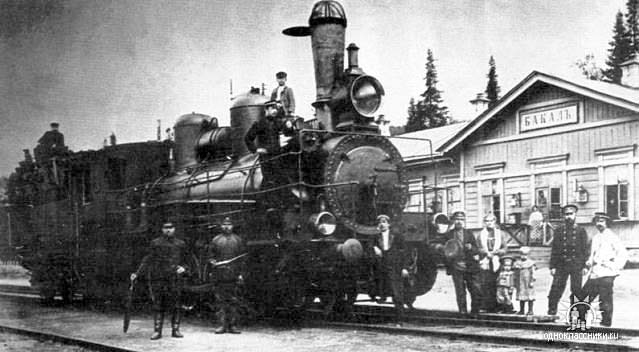
Паровоз на станции Бакал, 1901 год

В 1896 году императором Александром III был подписан указ об отчуждении земли под строительство железнодорожной ветки Бердяуш — Сатка — Бакал, в этом же году началось строительство дороги. Через два года, 4 сентября 1898 года был открыт первый участок между Бердяушем и Саткой, а ещё через два года, 18 января 1900 года было запущено движение по участку Сатка — Бакал. В годы Великой Отечественной войны планировалось продлить ветку до Белорецка, а затем до Магнитогорска, взамен устаревшей Белорецкой узкоколейной железной дороги.
В 1996 году закрылось пассажирское движение на участке Бакал — Чусовая, пригородное железнодорожное сообщение прекратилось в 2012 году, но было восстановлено 1 июля 2023 года запуском поезда до Челябинска через Сатку, Бердяуш и Златоуст.
В 2004 году в городе было отменено автобусное пассажирское движение.
По состоянию на конец 2019 года, в городе функционирует автостанция. Рейсы отправляются в Челябинск, Екатеринбург, Уфу, Магнитогорск, Сатку, Златоуст, Трёхгорный.

## Культура
- На центральной площади города расположено здание дворца культуры горняков (муниципальное бюджетное учреждение «Бакальская централизованная клубная система»). Является главной площадкой для культурных мероприятий города[47].

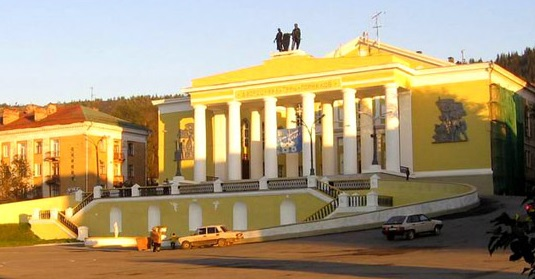
Дворец культуры горняков. Современный вид

- МУ «Библиотека города Бакала» функционирует с 1928 года. На сегодняшний день состоит из центральной библиотеки и 6 филиалов[48].
- Открыт[когда?] для посетителей музей истории и краеведения.

### Мероприятия
- Ралли «Южный Урал»[49] Ежегодное международное соревнование. Общая дистанция ралли 184,27 км.
- Съезд «Урал-Космопоиск»[50] Ежегодное проведение в условиях полевого лагеря вблизи города Бакала, у высоты 892 м, рядом с хребтом Большая Сука́. Основное направление — изучение аномальных явлений в Уральском регионе.
- День города[51][52]. Ежегодный праздник, который проводится 6 сентября. В рамках мероприятия проводится музыкальный концерт, а также награждаются жители города, которые проявили себя в различных социальных инициативах.

## Религия
Православные храмы

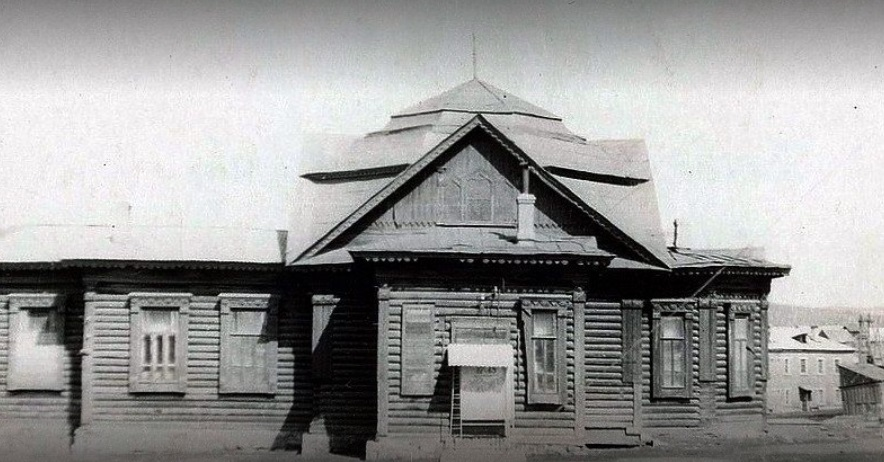
Сгоревшая церковь Николая Чудотворца. По ул. Калинина, возле ТК «Калининский» сохранился фундамент храма

- В 1913 году в Бакале действовала маленькая деревянная церковь, здание которой в советское время использовалось под нужды кинотеатра. Впоследствии оно сгорело. В 2001 году по просьбам верующих и их обращениям в Челябинскую епархию была построена новая церковь, которая стала Храмом Воздвижения честного животворящего Креста Господня.
- Церковь Владимирской иконы Божией Матери.
- На въезде в город, рядом со стелой установлен поклонный крест с надписью «Спаси и сохрани».

Протестантские общины
- Объединенная Методистская Церквовь «Возрождение»

Мечети
- В настоящее время мечеть отсутствует в городе, местная община проводит богослужения в жилом помещении. Весной 2018 года на общем собрании мусульман во дворце горняков, было вынесено решение о строительстве мечети. На собрании присутствовали глава города Бакала Зарочинцев А. Л., имам-хатыб г. Сатки Шамсутдинов Д. Р. и имам-хатыб г. Бакала Латыпов Н. Н. Ведётся сбор денег на строительство[53].

## Образование

### Техникум
- Бакальский техникум профессиональных технологий и сервиса.

### Образовательные учреждения общего и дополнительного образования
- МКОУ «Средняя общеобразовательная школа № 8». Средняя школа № 8 была открыта в 1950 году, первоначально она находилась на площади им. Ленина. с 1968 года располагается в бывшем здании школы-интерната.
- МБОУ «Средняя общеобразовательная школа № 9». Переехала в новое здание 16 сентября 1976 г. по адресу ул. Андрея Костылева, 7, где располагается по настоящее время. Тогда же школа получила статус средней. Это первая школа в Челябинской области, которая перешла на пятидневку.

- МАОУ «Средняя общеобразовательная школа № 12». Открылась в 1918 году на Первомайской улице. В 1933 году переехала в другое здание, расположенное на улице Пугачёва. После того, как рядом с этим зданием было построено двухэтажное здание из красного кирпича, школа переселилась в него, уступив прежнее детскому саду. В 1941 году сделан первый выпуск как средней. В 1963 году было построено новое трёхэтажное здание по улице Титова, 2.
- Детский дом-школа № 1. Создание Бакальской школы-интерната было положено решением Саткинского городского совета депутатов трудящихся 8 июля 1956 года. В конце года было решено передать под школу-интернат вновь построенное здание, которое занимает в настоящее время школа № 8. Открытие состоялось 21 февраля 1957 года. В первой половине апреля 1968 года школа-интернат переселилась в новое здание.
- Детская школа искусств г. Бакала[54]. Основана в 1957 году как детская музыкальная школа.

## Спорт
В городе работает детско-юношеская спортивная школа, которая была открыта в 1989 году благодаря инициативе тренера по лёгкой атлетике В. В. Смышляева.
Ранее существовала лыжная база. Полностью сгорела со всем оборудованием зимой 2017 года.
В 2019 году был открыт спортивно-досуговой парк «Октябрьский». На территории парка построена хоккейная площадка.

## Средства массовой информации
Газета «Горняк Бакала» издаётся с 1930 года. Первоначальное название «Даёшь руду!». В 1950 году была переименована в «Горняк Урала», современное название с 1957 года. Территория распространения: город Бакал и прилегающие к нему посёлки Рудничный, Иркускан, Катавка, Ельничное.

### Радиовещание
- 67,25 МГц Радио России / Радио Южный Урал (Юрюзань);
- 89,6 МГц Наше радио (Сатка);
- 90,0 МГц Интерволна (Сатка);
- 90,6 МГц DFM (Сатка);
- 91,3 МГц Бизнес FM (Сатка);
- 100,4 МГц Радио России / Радио Южный Урал (Сатка);
- 101,0 МГц Радио Рекорд (Сатка);
- 101,6 МГц Радио Дача (Юрюзань);
- 103.6 МГц Радио Континенталь (Юрюзань);
- 105,3 МГц Радио Континенталь (Сатка);
- 106,8 МГц Авторадио (Сатка).

## Достопримечательности

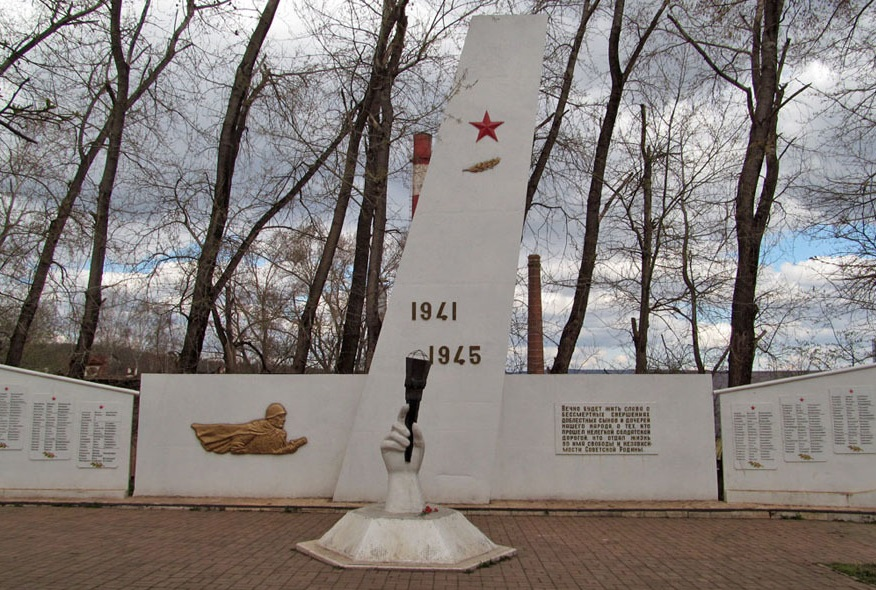
Памятник Великой Отечественной войны в сквере «Славы»

- Памятник Великой Отечественной войны в сквере «Славы»Памятник погибшим в Великой Отечественной войне открыт 9 мая 1975 г. На приспущенных бетонных знамёнах отлиты фамилии 430 погибших воинов-бакальцев. Памятник состоит из трёх частей: 10-метровой стелы со звездой и лавровой ветвью; барельефа солдата и двухметровой руки с факелом - Вечным огнём. По обе стороны памятника установлены 6 плит в виде приспущенных знамён. Впереди от руки с факелом установлены 2 стелы с барельефами Героев Советского Союза Григория Михайловича Лаптева и Дмитрия Сергеевича Ракшина[58].
- Скульптура «Девушка с голубем». Расположена на пересечении улиц Ленина и Свердлова. История скульптуры, её автор и год установки (предположительно 1955 или 1956 год) не известны. Подвергалась актам вандализма (был сбит голубь), после чего восстанавливалась кустарным образом[59][60].
- Рядом с городом расположен живописный природный объект скала Шихан. В разное время скалу посетили Д. И. Менделеев, Д.В. Наливкин, А.Н. Заварицкий, А. Е. Ферсман[61].
- Автомобильно-пешеходный путепровод над железнодорожными путями был демонтирован в 2009 году в ходе т. н. капитального ремонта. В 2017 году был начат сбор средств на его восстановление.В 2023 году был снова запущен.

## Люди, связанные с городом
- Студенников, Сергей Петрович (род. 1967) — российский бизнесмен, долларовый миллионер. Основатель и владелец сети магазинов «Красное и Белое».
- Богатырёва, Раиса Васильевна (род. 1953) — украинский политический и государственный деятель.
- Калимуллин, Самигулла Масифуллович (1914—1989) — советский художник-сценограф.
- Лаптев, Григорий Михайлович (1915—1942) — лейтенант Рабоче-крестьянской Красной Армии, участник советско-финской и Великой Отечественной войн, Герой Советского Союза (1940).
- Дедюхина Ксения Игоревна (род. 30.05.1990) — российская спортсменка, многократная чемпионка России, Европы и мира по гиревому спорту.